# Rivière Peter-Brown
Pour les articles homonymes, voir Brown et Peter Brown.
La rivière Peter-Brown est un affluent de la rivière Landrienne, coulant dans la ville de Amos (canton de Duverny), puis dans la municipalité de Landrienne (canton Landrienne), dans la municipalité régionale de comté (MRC) de Abitibi, dans la région administrative du Abitibi-Témiscamingue, au Québec, au Canada.
La foresterie et l'agriculture ont les activités principales de ce bassin versant. Dès 1918, un contingent de pionniers se sont établis le long du chemin de fer du Transcontinental, dans un territoire à environ 12 km à l'est de la ville abitibienne d'Amos et au nord de La Corne. Ils provenaient de la Mauricie, surtout de Sainte-Thècle et de Saint-Prosper-de-Champlain où passait le Transcontinental. Au début de la période de colonisation, ils étaient approvisionnés en matériel par les familles restant en Mauricie grâce au chemin de fer.
La surface de la rivière Peter-Brown est généralement gelée de la mi-décembre à la mi-avril.

## Géographie

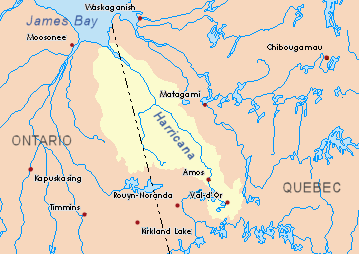
Bassin hydrographique de la rivière Harricana.

Les bassins versants voisins de la rivière Peter-Brown sont :
- côté nord : rivière Obalski, rivière Castagnier, ruisseau Duverny ;
- côté est : rivière La Corne, rivière Laine, rivière Vassan ;
- côté sud : rivière Landrienne, rivière La Corne, rivière Laine ;
- côté ouest : rivière Landrienne, lac La Motte, rivière Harricana.

La rivière Peter-Brown prend sa source au lac Lortie situé sur le territoire de la municipalité de La Corne à près de 30 km au sud-est de la ville d'Amos. Cette plaine comportant de nombreuses zones de marais s'étend au pied du versant ouest d'une montagne dont le sommet atteint 400 m.
La source de la rivière Peter-Brown est située à :
- 17,3 km au nord-est de la confluence de la rivière Peter-Brown avec la rivière Landrienne ;
- 33,1 km au nord-est de la confluence du lac Malartic avec le lac La Motte ;
- 42,8 km au nord-est de la confluence de la rivière Harricana avec le lac Malartic ;
- 28,8 km au nord-est du centre-ville d'Amos.

À partir de sa source, la rivière Peter-Brown coule sur 25 km selon les segments suivants :
- 9,9 km vers le sud-ouest en traversant des zones de marais et en entrant le territoire de Landrienne, jusqu'à un ruisseau (venant du nord) ;
- 2,4 km vers le sud-ouest, puis vers l'est, jusqu'à un ruisseau (venant du nord-est) ;
- 2,0 km vers le sud-ouest, jusqu'à un ruisseau (venant de l'ouest) ;
- 2,2 km vers le sud en formant deux crochets vers l'est et en recueillant le ruisseau Grenier qui draine le nord du village de Landrienne, jusqu'au chemin de fer du Canadien National ;
- 0,9 km vers le sud-ouest jusqu'à la route 386 ;
- 3,8 km vers le sud en serpentant jusqu'à la route ;
- 1,0 km vers le sud-ouest, jusqu'à la route ;
- 2,5 km vers le sud-ouest, puis le sud en serpentant, jusqu'à un ruisseau (venant du sud-est) ;
- 2,6 km vers le sud-ouest en zones mixtes (agricole et forestière), jusqu'à sa confluence[2].

La rivière Peter-Brown se déverse dans un coude de rivière sur la rive gauche de la rivière Landrienne laquelle coule vers l'ouest jusqu'à la rive est de la rivière Harricana. Cette confluence est située à :
- 8,8 km à l'est de l'embouchure de la rivière Landrienne ;
- 16,2 km au nord-est de la confluence du lac Malartic avec le lac La Motte ;
- 5,7 km au sud du centre du village de Landrienne ;
- 12,5 km au sud-est du centre-ville d'Amos.

## Toponymie
Cet hydronyme figure en 1911 sur la carte de la région d'Abitibi, département des Terres et Forêts du Québec, sous la forme R. Peter-Brown. Il est indiqué sous la forme Rivière Peter-Brown sur la carte du canton de Landrienne de 1920.
Le toponyme « rivière Peter-Brown » a été officialisé le 5 décembre 1968 à la Commission de toponymie du Québec, soit lors de sa fondation.